# Рене Тофт Гансен
Рене Тофт Гансен (дан. René Toft Hansen, нар. 1 листопада 1984) — данський гандболіст, олімпійський чемпіон 2016 року.
Молодший брат — партнер по збірній, теж чемпіон літніх Олімпійських ігор 2016 року та срібний призер літніх Олімпійських ігор 2020 року Генрік Тофт Гансен.

## Виступи на Олімпіадах
| Олімпіада           | Дисципліна | Місце  |
| ------------------- | ---------- | ------ |
| Лондон 2012         | гандбол    | 6      |
| Ріо-де-Жанейро 2016 | гандбол    | Золото |
| Токіо 2020          | гандбол    | Срібло |